# 아이 엠 러브
《아이 엠 러브》(이탈리아어: Io sono l'amore, 영어: I Am Love)는 2009년 개봉한 이탈리아의 영화이다.

## 줄거리
부유한 레키 가문은 밀라노의 1세대 및 2세대 직물 제조업 가문이다. 탄크레디 레키(피포 델보노)와 그의 아내 엠마(틸다 스윈튼)는 탄크레디의 병약하지만 여전히 위풍당당한 아버지이자 가업의 가장이자 창업주인 에도아르도 시니어(가브리엘레 페르제티)의 생일을 기념하는 정찬을 주최한다.
많은 하인들이 분주하게 움직이는 가운데, 가족들은 탄크레디와 엠마의 장남인 에도아르도 주니어(플라비오 파렌티)가 할아버지의 생일에 운동 경기에서 졌다는 소식에 실망감을 표한다. 에도아르도 주니어는 그 경기를 마치고 도착하며, 저명한 우골리니 가문의 여자친구 에바를 초대했으며 그녀와 결혼할 계획이라고 가족에게 알린다.
에도아르도 주니어의 어린 성인 남매인 지안루카(마티아 자카로)와 엘리자베타(알바 로르바케르)는 에도아르도 주니어가 가장 좋아하는 음식인 우하가 또다시 제공되는 것에 불평한다. 우하는 러시아 출생인 그의 어머니 엠마가 어릴 때부터 그를 위해 만들어준 특별한 수프이다.
할아버지는 오랫동안 함께 일해온 아들 탄크레디에게 가업을 물려주고, 예상치 못하게 에도아르도 주니어에게도 물려주겠다고 발표한다.
저녁 식사에서 런던에서 학교를 다니는 엘리자베타는 할아버지에게 자신의 예술 작품 중 하나인 사진을 선물한다. 이는 서로 그림을 선물하는 전통에도 불구하고 이뤄진 것이다. 그는 실망하지만, 매력적인 아내 알레그라 "로리" 레키(머리사 베런슨)의 격려로 실망감을 감춘다.
생일 축하 행사 중 나중에 에도아르도 주니어는 그날 일찍 경기에서 에두아르도를 이긴 안토니오(에도아르도 가브리엘리니)의 예상치 못한 방문을 받는다. 직업이 요리사인 안토니오는 선물로 아름다운 케이크를 가져오고, 에도아르도는 그 제스처에 감동하여 그를 어머니에게 소개한다.
파티 후 몇 달이 지나고, 엠마는 심부름을 하던 중 CD를 발견하는데, 엘리자베타가 오빠 에도아르도에게 레즈비언임을 밝히는 쪽지가 들어있다. 그녀는 오빠에게 한 여자와의 만남을 이야기하고 다른 여자와 사랑에 빠졌다고도 밝힌다. 한편, 에도아르도 주니어는 안토니오의 아버지 식당에서 안토니오를 방문한다. 그들은 나중에 안토니오의 아버지가 산레모에 소유한 부지에 함께 식당을 열 계획을 세운다.
몇 달 후, 엠마는 로리, 에바와 함께 안토니오의 식당에서 점심을 먹고 있었는데, 그가 자신을 위해 준비한 새우 요리를 맛보며 흥분한다.
엘리자베타는 머리를 짧게 자르고 밀라노로 돌아와 엠마에게 니스에 가서 엘리자베타의 미술 전시회를 위한 장소를 물색하자고 제안한다. 니스 가는 길에 딸을 놀라게 해주려고 산레모에 들른 엠마는 안토니오를 발견하고 그를 따라가다 결국 서점 밖에서 그와 이야기한다. 그녀는 그와 함께 도시 위 언덕에 있는 그의 집으로 가고, 둘은 불륜을 시작한다.
한편, 에도아르도 시니어는 사망하고, 런던에서 에도아르도 주니어는 아버지와 다른 가족들이 에도아르도 시니어로부터 상속받은 가업을 외국 투자자들에게 팔려고 하는 것에 어려움을 겪는다. 에도아르도 주니어는 여동생을 방문하여 사업의 미래와 매각에 대한 자신의 반대 입장을 말한다.
두 번째 산레모 여행에서, 레키 가업을 인수할 외국 투자자들을 위해 주최할 정찬 메뉴를 논의한다는 구실로 엠마는 안토니오와 하루를 보내고, 둘은 열정적인 사랑을 나눈다. 엠마는 안토니오에게 탄크레디가 예술 보물을 찾아 러시아를 여행하던 중 자신을 만났다고 말한다. 안토니오는 엠마의 금발 머리를 자르는데, 긴 머리카락 한 가닥이 테라스에 떨어져 눈에 띄지 않고, 런던 회의 후 에도아르도 주니어가 그곳을 방문했을 때 그것을 발견한다. 그들은 함께 요리하고, 엠마는 그에게 우하를 만드는 법을 가르쳐준다.
투자자들을 위한 레키 저택에서의 저녁 식사 밤, 에도아르도 주니어와 에바의 대화가 우연히 들리는데, 그녀가 그의 아이를 임신했다는 사실이 밝혀진다. 안토니오는 우하를 준비한다. 에도아르도는 이 요리가 나오는 것을 보고 즉시 자신의 어머니가 안토니오와 불륜 관계임을 깨닫는다. 그는 분노하여 식탁을 떠난다. 엠마는 그를 따라 밖으로 정원으로 나가 수영장 옆에서 그에게 말을 걸려고 한다. 엠마의 내민 손을 뿌리치다가 에도아르도는 균형을 잃고 넘어져 수영장 돌 가장자리에 머리를 부딪히고 수영장에 빠진다. 그는 뇌출혈을 겪고 병원에서 사망한다.
장례식 후 공동묘지에서 탄크레디는 엠마를 위로하려 한다. 그녀는 그에게 안토니오와 사랑에 빠졌다고 말한다. 그는 "당신은 존재하지 않아"라고 대답한다. 엠마는 서둘러 집으로 돌아와 옷을 갈아입고 가정부가 짐을 싸는 것을 돕는다. 떠나기 전, 그녀는 딸과 의미심장한 눈빛을 교환하는데, 딸은 엄마가 마음이 이끄는 대로 따르려는 욕망을 이해하는 듯 보인다. 에도아르도의 사망 이후 거의 눈에 띄지 않던 에바는 배를 움켜쥐고 에두아르도 주니어의 남매와 할머니를 부르며 임신 사실을 밝힌다. 가족들이 엠마가 서 있던 현관을 돌아보자 그녀는 사라졌다.
엔딩 크레딧이 올라가는 동안, 엠마와 안토니오가 동굴 안에서 함께 누워있는 모습이 보인다.

## 한국판 성우진(채널 A)
- 서혜정 - 엠마(틸다 스윈튼)
- 구자형 - 안토니오(에도아도 가브리엘리니)
- 양석정 - 에도아르도 주니어(플라비오 파렌티)
- 장광 - 탄크레디(피포 델보노)
- 유강진 - 에도아르도 시니어(가브리엘레 페르제티)
- 장유진 - 로리(마리사 베렌슨)
- 안경진 - 이다(마리아 파이아토)
- 양정화 - 베타(일바 로르아처)
- 최하나 - 에바(다이안 프레리)
- 박영재 - 그레고리오(에마누엘레 시토 필로마리노)
- 장민혁 - 지안루카(마티아 자카로)
- 강유경 - 라켈레(지네브라 노타바톨로)